# Corriere del Ticino
Der Corriere del Ticino (CdT) ist eine Schweizer Tageszeitung im Kanton Tessin.

## Geschichte
Gegründet wurde der Corriere del Ticino am 28. Dezember 1891 von Agostino Soldati in Lugano. Soldati war Präsident der «gemischten Regierung» des Kantons Tessin, die nach dem Tessiner Putsch von 1890 die heftigen Kontroversen zwischen Konservativen und Liberalen zu überwinden versuchte. Anfangs war die Zeitung ein Organ der Unione democratica ticinese und wurde von 1892 bis 1907 von Giovanni Anastasi geleitet. Erst unter der Führung von Lindoro Regolatti (1908–1912) und vor allem von Vittore Frigerio (1912–1957) entwickelte sich die Zeitung zu einem unabhängigen Blatt ohne parteipolitischen Hintergrund.
Die Weltanschauung der Zeitung stand aber dem Rechtsliberalismus nahe, und der Corriere del Ticino zeigte in den 1920er und 1930er Jahren grosse Sympathien für das faschistische Italien. Den sogenannten Irredentismus (Anspruch auf italienischsprachige Gebiete ausserhalb Italiens) lehnte die Zeitung jedoch ab.
Ein besonderes Merkmal der Zeitung war der breite Raum, welchen sie den Beiträgen von Tessiner und italienischen Schriftstellern im Kulturbereich gewährte. Im Jahre 1926 führte sie als erste Tessiner Zeitung einen Sportteil ein.
War die Zeitung zu Beginn stark auf Lugano ausgerichtet, begann der CdT in den 1960er Jahren mit einer gesamtkantonalen und gesamtschweizerischen Berichterstattung. Unter anderem aufgrund dieser Differenzierung und unter der Leitung von Guido Locarnini avancierte das Blatt zum führenden Organ im Kanton Tessin.
2012 wurden die externen Nachrichtenredaktionen mit denjenigen des Giornale del Popolo zusammengelegt, 2013 auch die Wirtschafts- und die Sportredaktionen. Damit sollte die durch den allgemeinen Schwund der Zeitungsauflagen und die Lancierung der Gratiszeitung 20 minuti im Jahr 2011 gefährdete Weiterführung des Giornale del Popolo gesichert werden. Ende 2017 wurde die Kooperation beendet.

## Organisation
Ende des 20. Jahrhunderts lag die Auflage bei rund 40'000 Exemplaren. Die Zeitung beschäftigte rund 350 Mitarbeitende, wobei die Hälfte nur sporadisch arbeitete. Der Firmensitz befindet sich in Muzzano. Seit 1941 wird das Unternehmen von einem Verwaltungsrat geleitet, in dem immer die Familie Soldati federführend war.